# نهائي كأس إسكتلندا 2013
نهائي كأس اسكتلندا 2013 هي المباراة النهائية من منافسة كأس اسكتلندا 2012–13، أقيمت المباراة في 26 مايو 2013، في هامبدن بارك، بين فريقي نادي هيبرنيان، ونادي سلتيك، وفاز فيها نادي سلتيك، بعد أن هزم نادي هيبرنيان، بنتيجة 0 - 3، وكان حكم المباراة ويلي كولوم، وحضر المباراة 51254 شخصاً.

## تفاصيل المباراة
لعبت المباراة النهائية في 26 مايو 2013.
| نادي هيبرنيان | 0 -3 | نادي سلتيك |
| ------------- | ---- | ---------- |
|               |      |            |